# 71 هـ
71 هـ هي سنة في التقويم الهجري امتدت مقابلةً في التقويم الميلادي بين سنتي 690 و691.

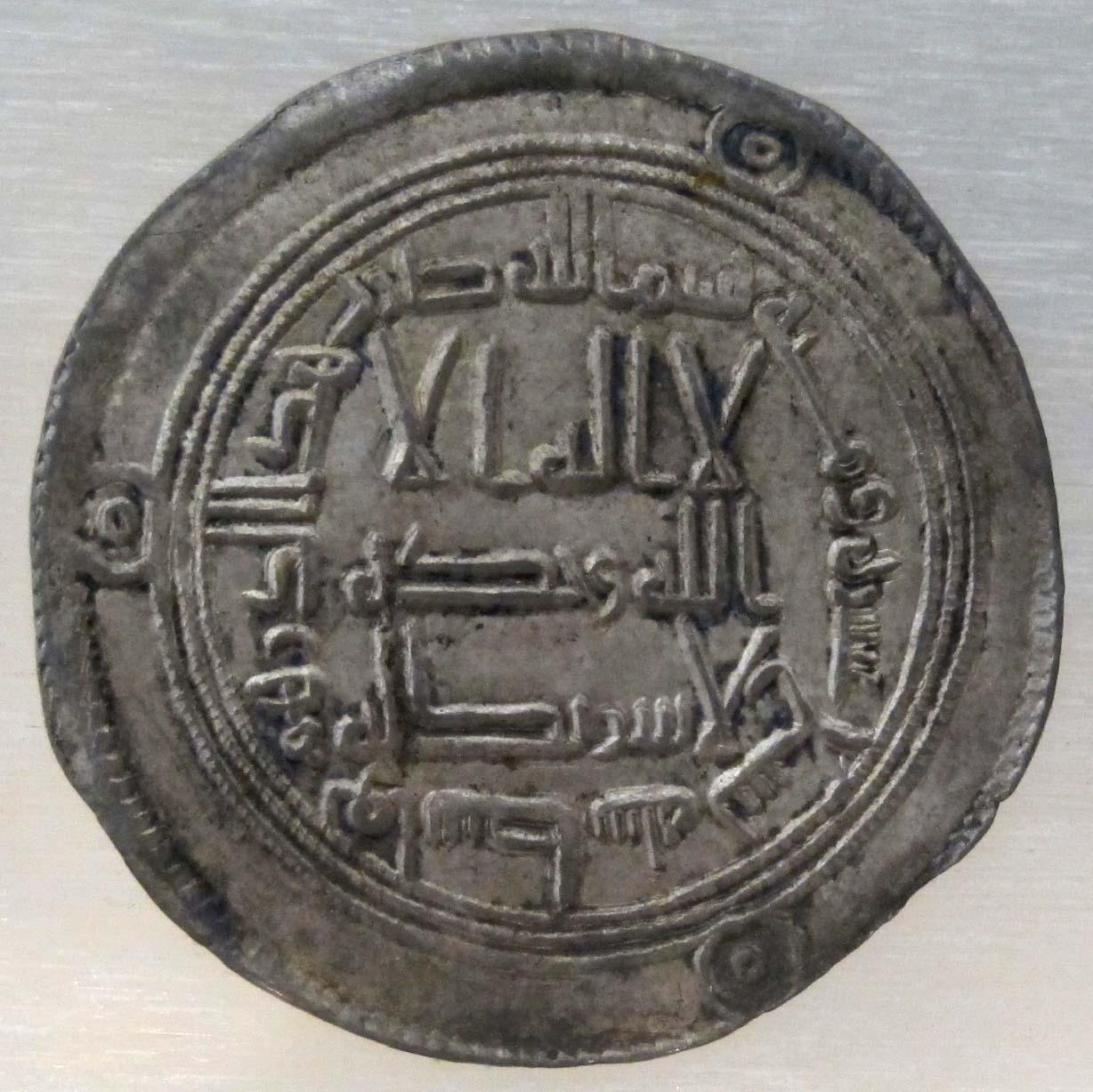
درهم أموي في عهد هشام بن عبد الملك

## مواليد
- هشام بن عبد الملك
- يزيد بن عبد الملك

## وفيات
- إبراهيم بن الأشتر النخعي